# Fiat 40 Boghetto

Trattore Fiat 40 Boghetto.

Il Fiat 40 Boghetto o Fiat 40 C (Cingolato) è un trattore a cingoli italiano entrato in produzione nel 1939.

## Storia
La Fiat Trattori, tramite la controllata Officine Costruzioni Industriali di Modena, nel 1932 aveva lanciato il primo trattore agricolo cingolato europeo, il Fiat 700 C. Nel 1939, viene presentata la sua naturale evoluzione, il Fiat 40 Boghetto, più pesante e potente. Progettato dall'ingegnere Fortunato Boghetto durante il periodo di autarchia dovuto alle sanzioni imposte dalla Società delle Nazioni per la guerra d'Etiopia, è dotato di un motore policarburante che gli permette di aggirare il blocco delle importazioni di petrolio. Diventa rapidamente il protagonista della bonifica delle Pianure Pontine. Nell'estate del 1941 viene adottato dal Regio Esercito, che lo assegna al 1º ed al 2º Reggimento genio pontieri. Impiegato anche sul fronte russo, dopo l'8 settembre 1943 venne prodotto in ulteriori 64 esemplari per la Wehrmacht. Nel 1946 viene affiancato sulle catene di montaggio dai modelli Fiat 50 e Fiat 50 L.

## Tecnica
- lunghezza: 2730 mm
- larghezza alle suole: 1450 mm
- altezza al volante: 1710 mm
- luce da terra: 310 mm
- larghezza suole: 310 mm
- peso: 3770 kg
- pressione specifica sul terreno: 2,05 kg/cm²
- motore: policarburante Fiat-OCI tipo 40, 4 cilindri a 4 tempi, 3970 cm³
- alesaggio × corsa cilindro: 95 × 140 mm
- potenza al volano: 41,5 CV a 1500 giri/min
- potenza alla barra: 31,5 hp
- potenza alla puleggia: 36 hp
- consumo orario di gasolio: 6,5 kg
- cambio: 4 marce avanti + 1 retromarcia
- velocità min/max: 2,45/8,5 km/h

Il Boghetto è un trattore a cingoli dalla grande capacità di trazione. Il motore Fiat-OCI tipo 40 è un quadricilindrico ad iniezione, ma non avendo un rapporto di compressione elevato l'accensione viene comandata da una candela laterale. Tra i brevetti dell'ingegner Boghetto, c'è quello della carica stratificata. Il motore, consegnato con la messa a punto per l'alimentazione a gasolio, può essere impostato dall'operatore stesso, con poche operazioni di regolazione di rapporto di compressione, anticipo e portata della pompa di iniezione ed aspirazione, per l'alimentazione a petrolio, alcol, benzina, gassogeno e (previa l'installazione di alcune componenti aggiuntive) metano. A motore freddo, viene avviato a manovella il motore a benzina (dall'apposito serbatoio aggiuntivo da 5,5 litri a sinistra del cruscotto), per poi passare al normale funzionamento a iniezione. A caldo l'avviamento avviene direttamente a gasolio. Il serbatoio principale, da 70 litri, è posizionato tra il cruscotto ed il motore. Nella versione a metano, il gas è collocato in due bombole da 40 litri totali, posizionate sui parafanghi. Il raffreddamento è ad acqua (23 litri), mentre per accelerare il riscaldamento in inverno si usa una tendina installabile sul radiatore. Il cambio, originariamente a 3 marce avanti, nel 1941 viene portato a 4 marce, più la retro. La frizione centrale è bidisco, a secco, con innesto a pedale. Tra la coppia conica ed i semialberi, sono calettate le frizioni di sterzo a secco, con i freni a tamburo. I due semialberi attivano, tramite una doppia riduzione, le ruote dentate motrici posteriori. La sterzatura avviene mediante volante disassato sulla destra, che disinnesta una delle due frizioni di sterzo; proseguendo il movimento del volante, si attiva anche il freno del cingolo sul lato di sterzata. Per la frenatura su entrambi i cingoli, si utilizza un pedale sulla destra del piantone. Posteriormente si può applicare la puleggia (destra o sinistra) e/o la presa di forza. Il gancio di traino, a richiesta, può essere regolabile in altezza e larghezza. Tra il largo sedile a due posti e la puleggia è ricavato un vano attrezzi. Il treno di rotolamento è costituito dalla ruota motrice dentata, da cinque rulli di appoggio e due rulli reggi-cingolo in alto, ruota anteriore tendi-cingolo e da cingoli da 310 mm di larghezza, in acciaio, con pattini a molla installabili.